# Hypodrasia acycla
Hypodrasia acycla är en fjärilsart som beskrevs av Diakonoff 1967. Hypodrasia acycla ingår i släktet Hypodrasia och familjen stävmalar. Inga underarter finns listade i Catalogue of Life.